# Acconia
Acconia è una frazione del comune di Curinga, provincia di Catanzaro.

## Storia
Acconia è il nome attuale, ma anticamente veniva chiamata Lacconia, Lanconia o Laconia. La prima citazione ufficiale risale in documenti normanni, in riferimento al fatto che Roberto il Guiscardo scelse il luogo per fare una sosta con il suo esercito  prima di scendere verso Reggio.
Certamente il luogo era già abitato prima. I greci, molto probabilmente, lo scelsero come utile approdo marittimo tra gli imbocchi dell'Amato e dell'Angitola. Il nome potrebbe  essere stato dato per ricordare la regione greca della Laconia.
Nel periodo romano fu una stazione di posta certamente importante se vicino vi costruirono un edificio (probabilmente  terme), così come appare disegnato nella tavola Peutingeriana nel punto dove è segnata la stazione itineraria di Aquae Angiae (o Anniae) (foneticamente il nome del paese ricorda il nome delle terme).
Dopo l'anno mille nella zona dominarono i Normanni; poi troviamo gli  Svevi: pare che Federico II, amante della caccia,  sia venuto più volte nella zona. Si pensa  che  proprio quest'ultimo imperatore introdusse nel territorio  la coltivazione della canna da zucchero, in particolare  nella contrada Valle di Canne.
Dopo la morte di Federico II, la zona fu occupata dagli Angioini e sotto Carlo I d'Angiò, Lacconia fu feudo di Egidio  di Santoliceto,  che  governò  la popolazione con ogni sorte di angherie, soprusi e prepotenze.
Nel 1496 sale sul trono napoletano Federico d'Aragona che si comportò  con molta umanità e giustizia. Dopo la sua morte e la successione al regno del viceré  Consalvo di Cordova  ci furono lotte furibonde tra i pretendenti ai feudi di Maida, Nicastro e Lacconia.
Per i feudi di Maida e Lacconia, prevalse Goffredo Marzano. Per gran parte del XVI le scorrerie dei Saraceni costrinsero gli abitanti a ritirarsi nelle parti più interne.
Nel 1532 Lacconia aveva 130 fuochi (unità familiari e fiscali).
All'inizio del XVII secolo  Marcantonio Loffredo è titolare del feudo.
Verso la fine del XVII secolo prendono possesso del feudo i Ruffo di Bagnara.
Nel XVII e nel XVIII secolo ci furono nella zona alcuni terremoti devastatori e anche Lacconia subì gravi danni. In occasione di uno di questi terremoti (1735) fece una visita al paese il re Carlo III di Borbone.
Nel 1799 Lacconia, così come i paesi vicini, ospitò gli uomini dell'armata del cardinale Ruffo (4000), che, essendo per la maggior parte ex detenuti, commisero ogni sorta di abusi e di violenze.
Nel 1806 nelle vicinanze di Lacconia si svolse la battaglia di Maida.
La riorganizzazione statale napoleonica  fece sparire il sistema feudale.  Sparì l'antico "stato" di Maida. Vennero create nuovi comuni tra cui Curinga, Maida, Jacurso, ecc. Lacconia perse la propria autonomia e venne aggregata al comune di Curinga. Da allora la sua storia si identifica con quella di quest'ultimo comune.
Le terme romane sono presenti nell'elenco dei monumenti nazionali italiani.